# 1481 en littérature
| Années de la littérature : 1478 - 1479 - 1480 - 1481 - 1482 - 1483 - 1484    |
| Décennies de la littérature : 1450 - 1460 - 1470 - 1480 - 1490 - 1500 - 1510 |

Cet article présente les faits marquants de l'année 1481 en littérature.

## Parutions
- Publication à Venise des  Promptuarium medicinae ou Jacobi de Dondis Aggregator Paduanus de medicinis simplicibus, compilation de remèdes tirés des médecins grecs, latins et arabes, écrits par Jacopo Dondi (1293-1359), médecin padouan du XIVe siècle[1].
- Début probable de la rédaction du Pararaton ou Livre des rois à Java oriental[2].

## Naissances
- 28 août : Sá de Miranda, poète portugais, (mort en 1558).